# Microlophus occipitalis
Microlophus occipitalis là một loài thằn lằn trong họ Tropiduridae. Loài này được Peters mô tả khoa học đầu tiên năm 1871.

## Hình ảnh

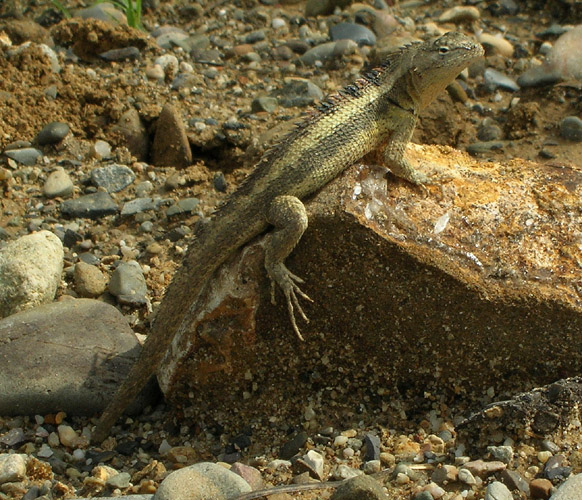